# Naschhausen (Dornburg-Camburg)
Naschhausen ist ein Ortsteil der Gemeinde Dornburg-Camburg im Saale-Holzland-Kreis in Thüringen.

## Geografie
Naschhausen ist der am westlichen Rand der Saaleaue gelegene Teil der Stadt Dornburg. Dornburg liegt selbst 100 m höher auf einem Plateau.
Durch den Ortsteil führt die Bundesstraße 88 und die Saalbahn mit dem Bahnhof Dornburg im Ortsteil.
Die JES Verkehrsgesellschaft fährt den Ort mit den Bussen der Linie 408 an. Durch den Ort verläuft der Saale-Radweg.

## Geschichte
Schon 1378 wurde der Ortsteil erstmals urkundlich erwähnt. Die älteste Erwähnung der Hofbesitzer stammt aus den Jahren 1421–25. Der Ort ist kein Dorf im eigentlichen Sinne, sondern eher eine Handwerkersiedlung. Hier ließen sich vor allem die Dornburger nieder, die oben in der Stadt ihr Handwerk aus Gründen des Wasserbedarfs nicht ausüben konnten. Die Flur ist nur sehr klein und die meisten Felder sind nicht im Besitz der Naschhausener Einwohner.
Der Ort gehörte zu dem im 14. Jahrhundert gegründeten Amt Dornburg, welches aufgrund mehrerer Teilungen zu verschiedenen Wettinischen Herzogtümern gehörte. Ab 1815 war der Ort Teil des Großherzogtums Sachsen-Weimar-Eisenach, welches ihn 1850 dem Verwaltungsbezirk Weimar II (Verwaltungsbezirk Apolda) angliederte.

## Kultur und Sehenswürdigkeiten
Der Verein Naschhäuser Bornfege veranstaltet jährlich das Bornfege-Fest, ein Brunnenfest. Die Ortschaft ist mit dem Hauptort Dorndorf durch die 1891 erbaute Carl-Alexander-Brücke verbunden. 

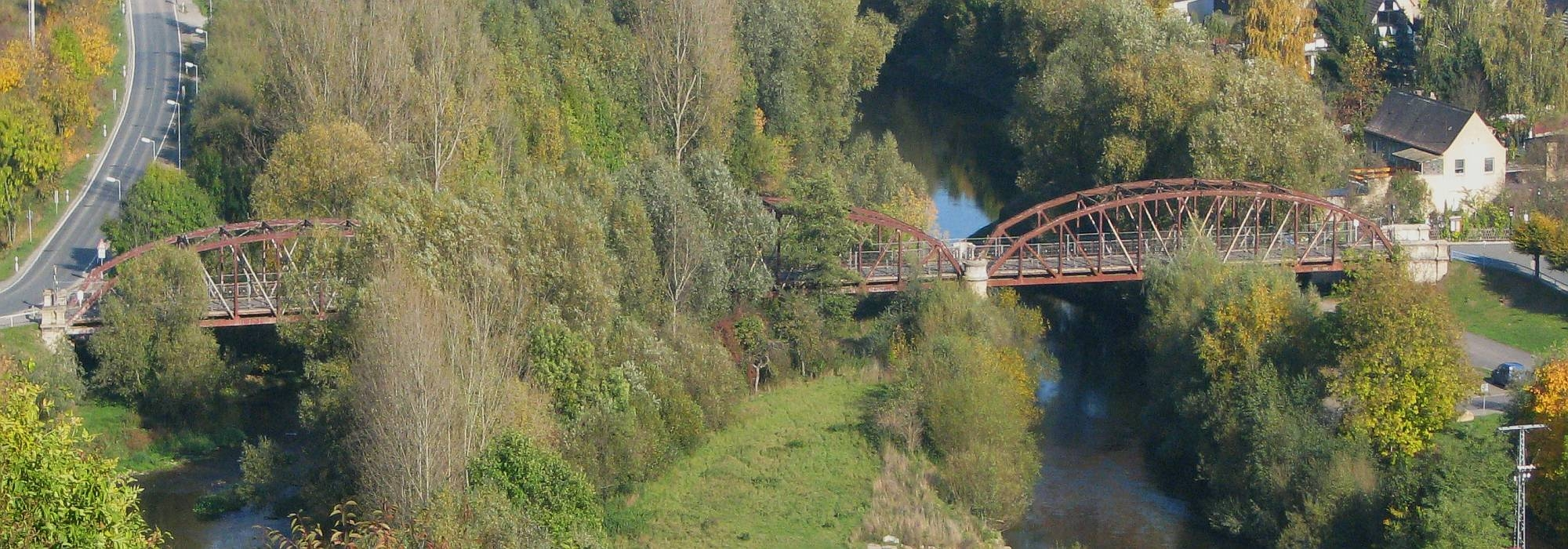
Carl-Alexander-Brücke Dorndorf/Saale